# Igor Štimac
Igor Štimac, né le 6 septembre 1967 à Metković (Yougoslavie, aujourd'hui Croatie), est un footballeur international croate reconverti entraîneur.

## Biographie

### Carrière d'entraîneur
Le 5 juillet 2012, il est nommé sélectionneur de l'équipe de Croatie. Il présente sa démission le 16 octobre 2013 après deux défaites consécutives contre la Belgique et l'Écosse en éliminatoires de la Coupe du monde 2014.
Le 13 mai 2019, Igor Štimac est nommé à la tête de la sélection indienne (alors 101e au classement FIFA) pour un contrat de deux ans.

## Palmarès

### En club
- Hajduk Split 
  - Champion de Croatie en 1992 et 1995.
  - Vainqueur de la Coupe de Croatie en 1993 et 1995.
  - Vainqueur de la Supercoupe de Croatie en 1992 et 1994.
  - Vainqueur de la Coupe de Yougoslavie en 1987 et 1991.

### En sélection
- 53 sélections et 2 buts avec l'équipe de Croatie entre 1990 et 2002.
- Troisième de la Coupe du monde en 1998 avec la Croatie.
- Vainqueur de la Coupe du monde des moins de 20 ans en 1987 avec la Yougoslavie.

## Buts internationaux
| no | Date             | Lieu                                       | Adversaire | Évolution | Score final | Compétition             |
| -- | ---------------- | ------------------------------------------ | ---------- | --------- | ----------- | ----------------------- |
| 1  | 3 septembre 1995 | Stade Maksimir, Zagreb (Croatie)           | Estonie    | 6-1       | 7-1         | Éliminatoires Euro 1996 |
| 2  | 26 mars 1996     | Stade Anđelko Herjavec, Varaždin (Croatie) | Israël     | 1-0       | 2-0         | Match amical            |